# Vladimir Lutčenko
Vladimir Jakovlevič Lutčenko (in russo Владимир Яковлевич Лутченко?; Ramenskoe, 2 gennaio 1949) è un ex hockeista su ghiaccio sovietico, dal 1991 russo.

## Palmarès

### Olimpiadi invernali
- 2 medaglie[1]:
  - 2 ori (Sapporo 1972; Innsbruck 1976)